# Blackwell (Bolsover)
Pour les articles homonymes, voir Blackwell.
Blackwell est une paroisse civile et un village du Derbyshire, en Angleterre.